# Station Stalybridge
Stalybridge is een spoorwegstation van National Rail in Tameside in Engeland. Het station is eigendom van Network Rail en wordt beheerd door First TransPennine Express. 

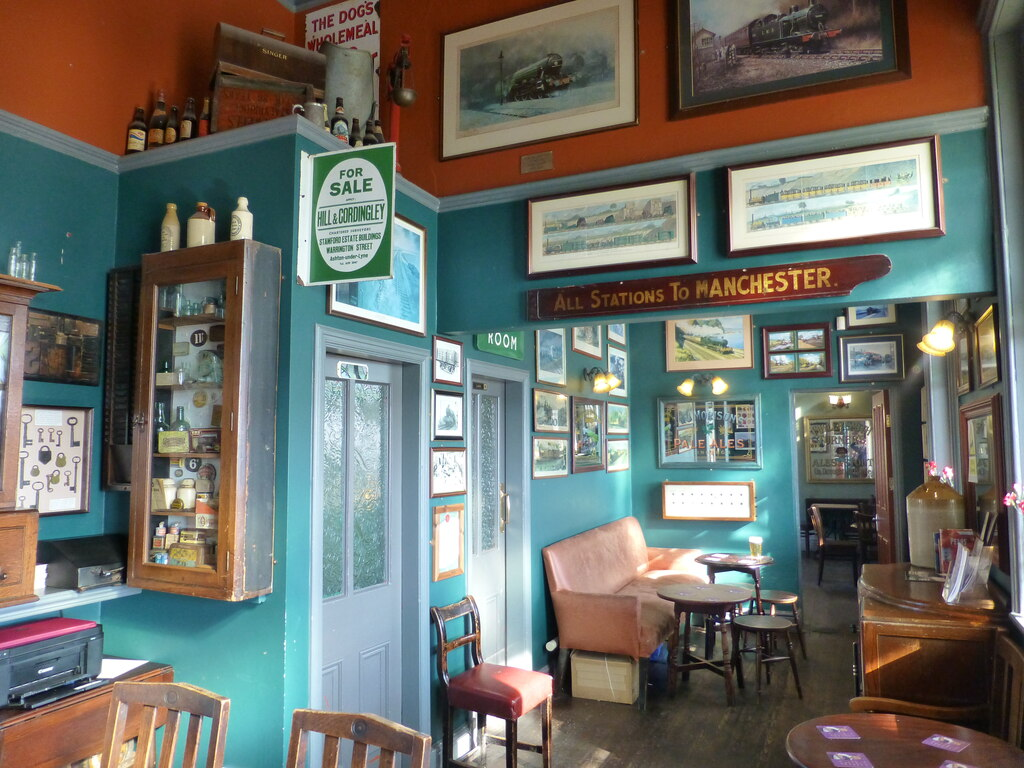
Stationscafé